# Vardan Ovsepian
Vardan Ovsepian (Armenië, 24 mei 1975) is een uit Armenië afkomstige Amerikaanse jazzmuzikant (piano, toetsen), -arrangeur en -componist.

## Biografie
Vardan Ovsepian, die Armeense roots heeft, studeerde van 1990 tot 1992 aan het Romanos Melikyan Music College, vervolgens aan het Staatsconservatorium in Jerevan, in 1994/1995 aan de Estonian Music Academy, vervolgens aan het Helsinki Jazz Conservatory en tussen 1997 en 2000 aan het Berklee College of Music. Ovsepian werkte samen met het Peter Erskine New Trio, dat te horen was op de albums Joy Luck (2011) en In Praise of Shadows (2016). Onder zijn eigen naam bracht hij in 2001 het soloalbum Abandoned Wheel (Fresh Sound New Talent) uit met eigen composities. De producties Sketch Book (2002, met Mick Goodrick, Joshua Davis, Take Toriyama en de zangeres Monica Yngvesson) en Akunc (2004, met Joshua Davis, Agnieszka Dziubak, Take Toriyama, Monica Yngvesson) werden ook gemaakt voor Fresh Sound Records. Op het gebied van jazz was hij tussen 2001 en 2015 betrokken bij elf opnamesessies. Zijn duo Fractal Limit met Tatiana Parra, met wie hij de albums Lighthouse (2014) en Hand in Hand (2016) presenteerde, won in 2017 de eerste Achava Jazz Award. Zijn andere bandprojecten omvatten het Vardan Ovsepian Chamber Ensemble (VOCE). Hij werkte ook als muziekleraar en auteur. Ovsepian woont in Los Angeles.

## Discografie
- 2006: Voce
- 2008: Aragast

- Library of Congress Control Number: no2013065042
- Virtual International Authority File: 304228569
- WorldCat: E39PBJdCw4RD9vjbT4qFbGWVYP